# Liste der Auslandsvertretungen der Republik China

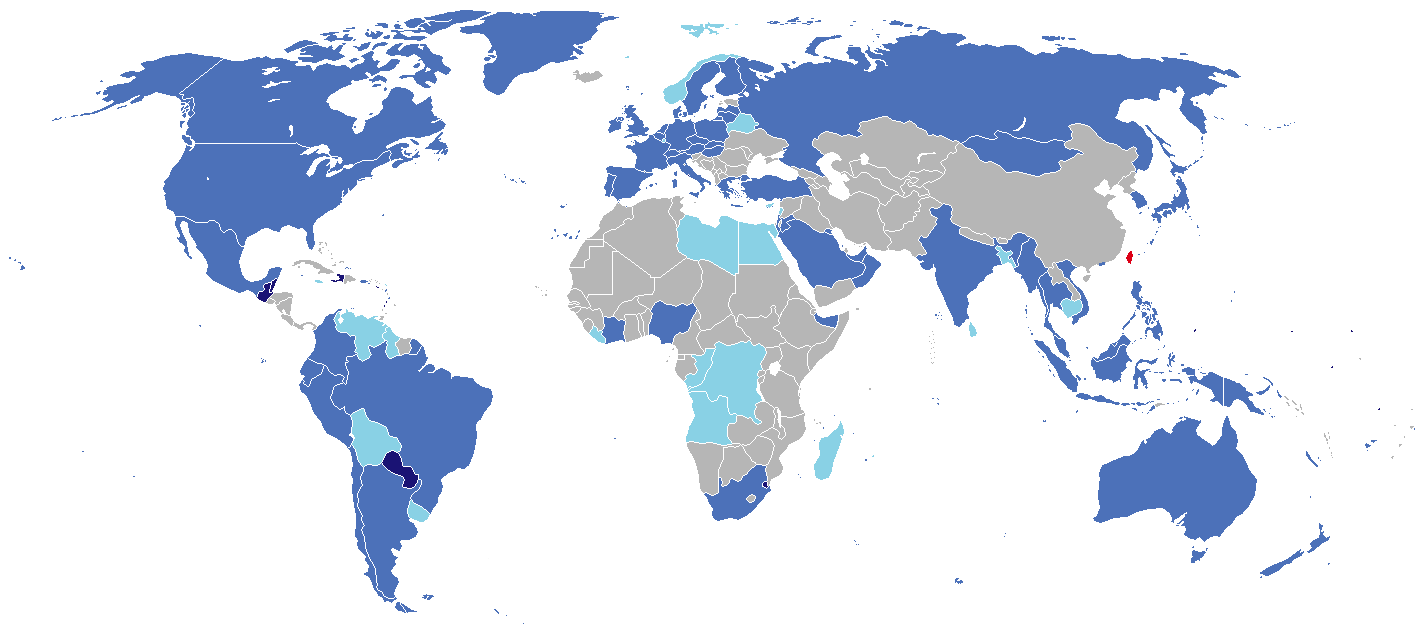
Standorte der diplomatischen Vertretungen der Republik China
Republik China
Botschaften
diplomatischen Missionen

Dies ist eine Liste der diplomatischen und konsularischen Vertretungen der Republik China (Taiwan).

## Diplomatische und konsularische Vertretungen in Ländern mit diplomatischen Beziehungen zur Republik China

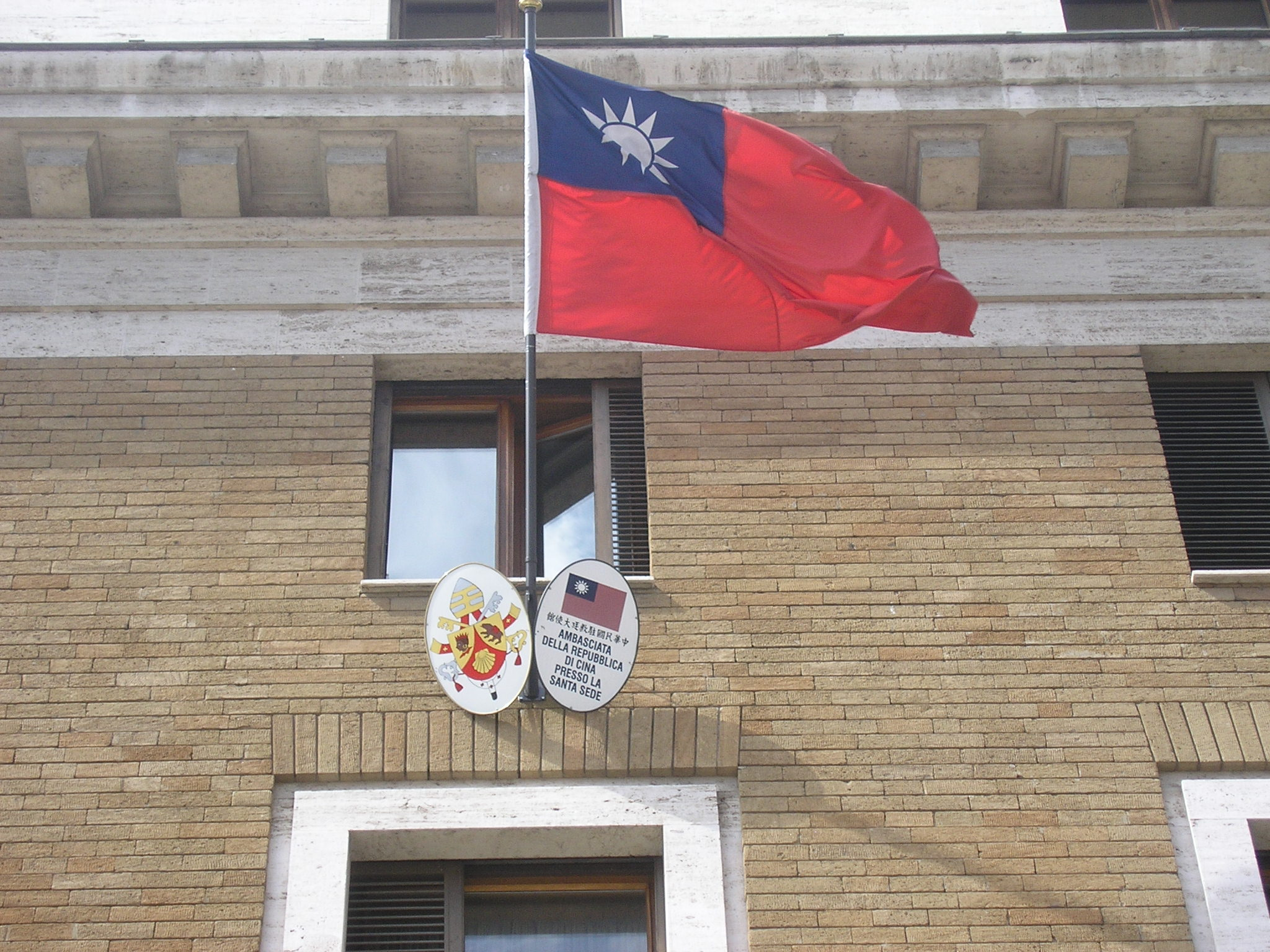
Botschaft der Republik China am Heiligen Stuhl

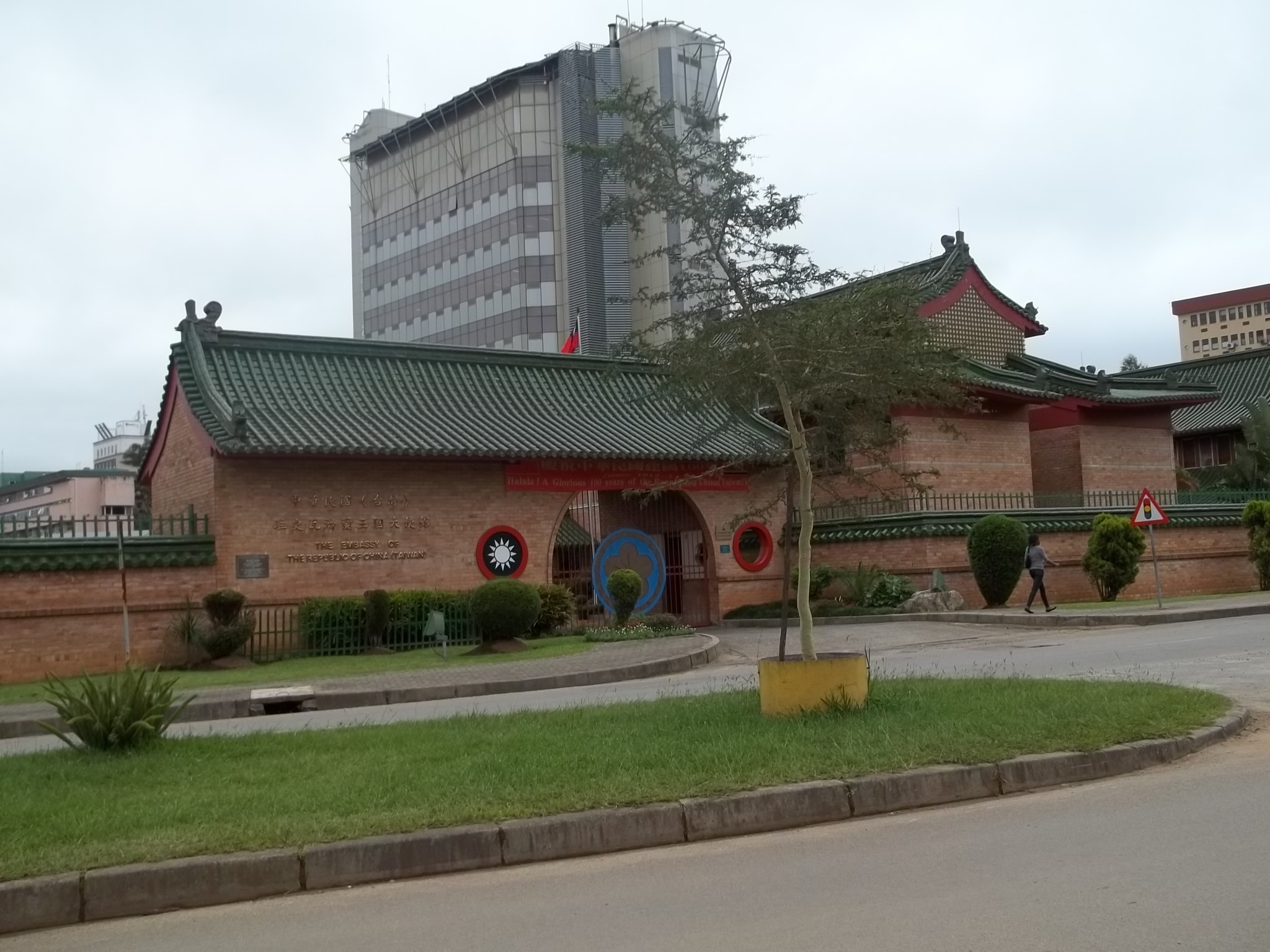
Botschaft der Republik China in Mbabane, Eswatini

### Afrika
- Eswatini: Mbabane, Botschaft

### Australien und Ozeanien
| - Marshallinseln: Majuro, Botschaft - Nauru: Yaren, Botschaft | - Palau: Koror, Botschaft - Tuvalu: Funafuti, Botschaft |

### Nordamerika
| - Belize: Belize City, Botschaft - Guatemala: Guatemala-Stadt, Botschaft - Haiti: Pétionville, Botschaft - Honduras: Tegucigalpa, Botschaft | - Honduras: San Pedro Sula, Generalkonsulat - St. Kitts und Nevis: Basseterre, Botschaft - St. Lucia: Castries, Botschaft - St. Vincent und die Grenadinen: Kingstown, Botschaft |

### Südamerika
| - Paraguay: Asunción, Botschaft | - Paraguay: Ciudad del Este, Konsulat |

### Vertretungen bei internationalen Organisationen
- Heiliger Stuhl: Vatikanstadt, Botschaft

## Vertretungen in Ländern ohne diplomatische Beziehungen zur Republik China

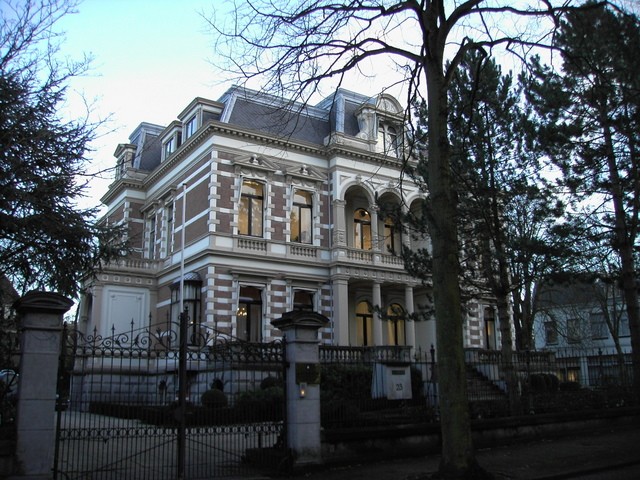
Vertretung der Republik China in Den Haag

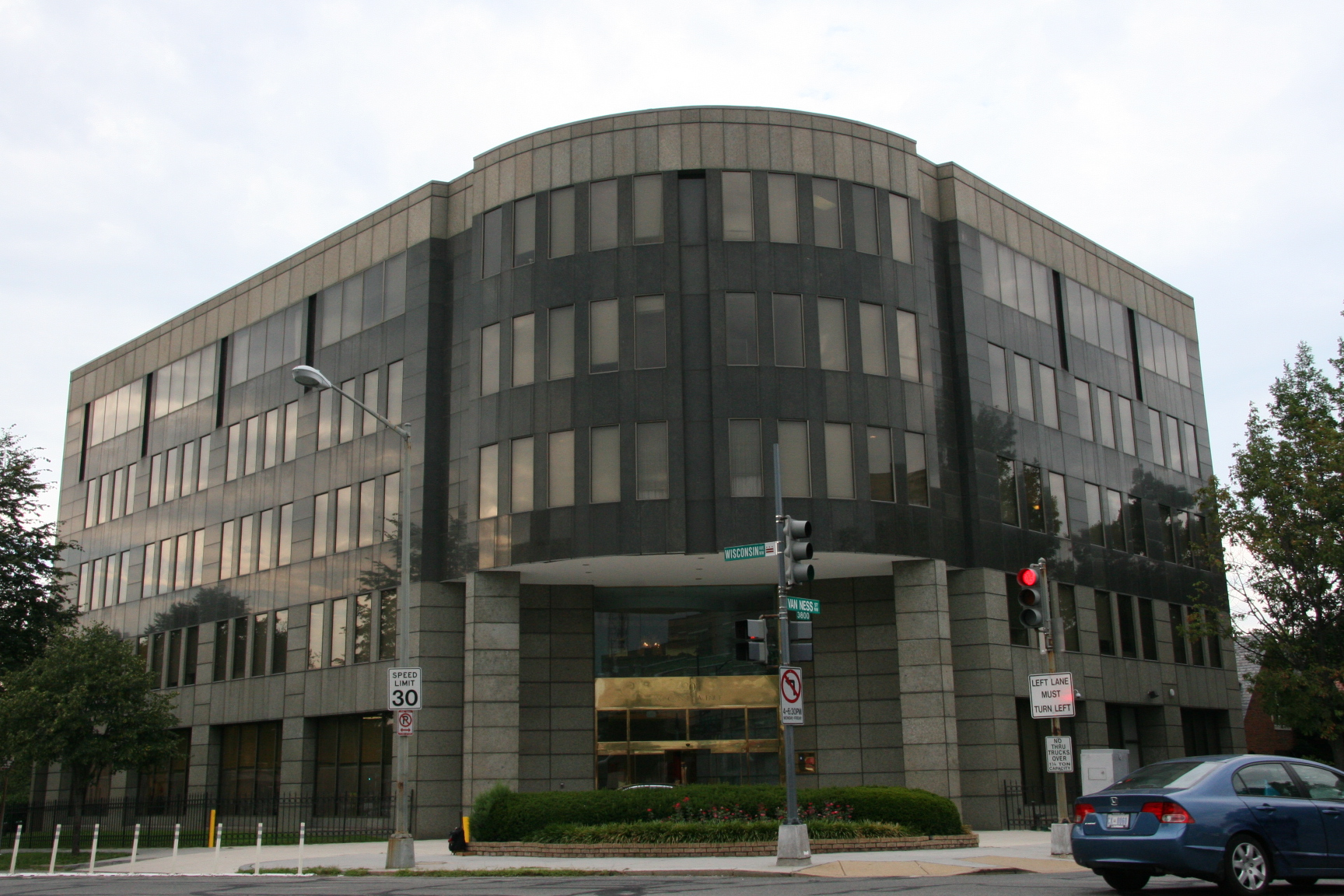
Wirtschafts- und Kulturbüro der Republik China in Washington, D.C.

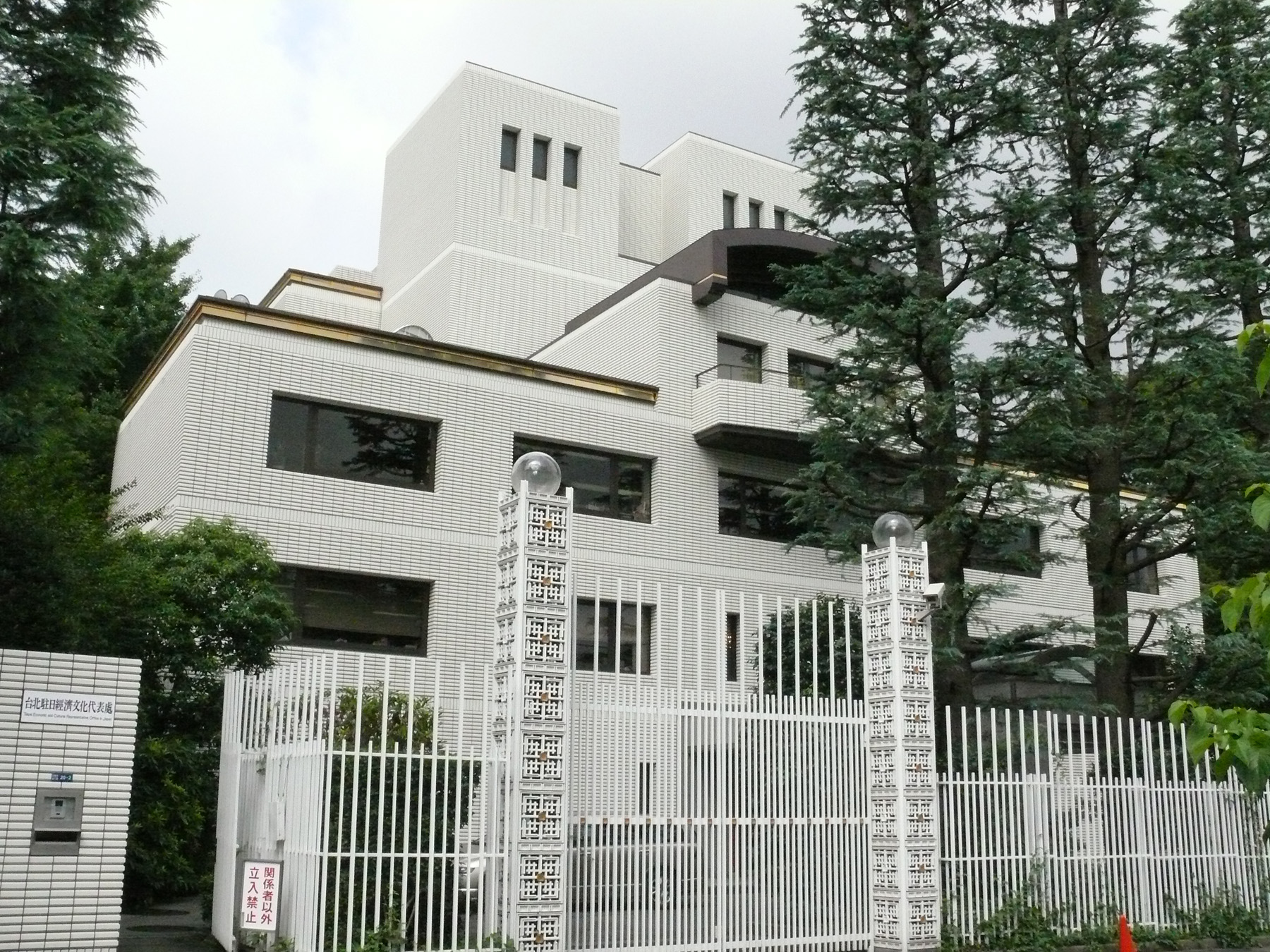
Wirtschafts- und Kulturbüro der Republik China in Tokio

### Afrika
| - Elfenbeinküste: Abidjan, Vertretung - Nigeria: Abuja, Handelsmission - Südafrika: Pretoria, Verbindungsbüro | - Südafrika: Kapstadt, Verbindungsbüro |

### Asien
| - Bahrain: Manama, Handelsmission - Brunei: Bandar Seri Begawan, Wirtschafts- und Kulturbüro - Volksrepublik China: Peking, Tourismusverband - Volksrepublik China: Shanghai, Tourismusverband - Hongkong: Hongkong, Wirtschafts- und Kulturbüro - Macau: Macau, Wirtschafts- und Kulturbüro - Indien: Neu-Delhi, Wirtschafts- und Kulturbüro - Indien: Chennai, Wirtschafts- und Kulturbüro - Indonesien: Jakarta, Wirtschafts- und Kulturbüro - Indonesien: Surabaya, Wirtschafts- und Kulturbüro - Israel: Tel Aviv, Wirtschafts- und Kulturbüro - Japan: Tokio, Wirtschafts- und Kulturbüro - Japan: Fukuoka, Wirtschafts- und Kulturbüro Zweigstelle - Japan: Naha, Wirtschafts- und Kulturbüro Zweigstelle - Japan: Osaka, Wirtschafts- und Kulturbüro Zweigstelle - Japan: Sapporo, Wirtschafts- und Kulturbüro Zweigstelle - Japan: Yokohama, Wirtschafts- und Kulturbüro Zweigstelle | - Jordanien: Amman, Handelsbüro - Kuwait: Kuwait, Handelsbüro - Malaysia: Kuala Lumpur, Wirtschafts- und Kulturbüro - Myanmar: Rangun, Wirtschafts- und Kulturbüro - Mongolei: Ulaanbaatar, Handelsbüro - Oman: Maskat, Wirtschafts- und Kulturbüro - Philippinen: Manila, Wirtschafts- und Kulturbüro - Saudi-Arabien: Riad, Wirtschafts- und Kulturbüro - Singapur: Singapur, Vertretung - Südkorea: Seoul, Mission - Südkorea: Busan, Mission - Thailand: Bangkok, Wirtschafts- und Kulturbüro - Vereinigte Arabische Emirate: Dubai, Handelsbüro - Vietnam: Hanoi, Wirtschafts- und Kulturbüro - Vietnam: Ho-Chi-Minh-Stadt, Wirtschafts- und Kulturbüro |

### Australien und Ozeanien
| - Australien: Canberra, Wirtschafts- und Kulturbüro - Australien: Brisbane, Wirtschafts- und Kulturbüro - Australien: Melbourne, Wirtschafts- und Kulturbüro - Australien: Sydney, Wirtschafts- und Kulturbüro | - Fidschi: Suva, Handelsmission - Neuseeland: Wellington, Wirtschafts- und Kulturbüro - Neuseeland: Auckland, Wirtschafts- und Kulturbüro - Papua-Neuguinea: Port Moresby, Handelsmission |

### Europa
| - Belgien: Brüssel, Vertretung - Dänemark: Kopenhagen, Vertretung - Deutschland: Berlin, Vertretung - Deutschland: Frankfurt, Vertretung - Deutschland: Hamburg, Vertretung - Deutschland: München, Vertretung - Finnland: Helsinki, Vertretung - Frankreich: Paris, Vertretung - Frankreich: Aix-en-Provence, Vertretung - Griechenland: Athen, Vertretung - Irland: Dublin, Vertretung - Italien: Rom, Vertretung - Italien: Mailand, Vertretung - Lettland: Riga, Mission - Litauen: Vilnius, Vertretung - Niederlande: Den Haag, Vertretung | - Österreich: Wien, Wirtschafts- und Kulturbüro - Polen: Warschau, Vertretung - Portugal: Lissabon, Wirtschafts- und Kulturbüro - Russland: Moskau, Wirtschafts- und Kulturbüro - Schweden: Stockholm, Mission - Schweiz: Bern, Wirtschafts- und Kulturbüro - Schweiz: Genf, Wirtschafts- und Kulturbüro - Slowakei: Bratislava, Vertretung - Spanien: Madrid, Wirtschafts- und Kulturbüro - Tschechien: Prag, Wirtschafts- und Kulturbüro - Türkei: Ankara, Wirtschafts- und Kulturbüro - Ungarn: Budapest, Vertretung - Vereinigtes Königreich: London, Vertretung - Vereinigtes Königreich: Edinburgh, Vertretung |

### Nordamerika
| - Kanada: Ottawa, Wirtschafts- und Kulturbüro - Kanada: Toronto, Wirtschafts- und Kulturbüro - Kanada: Vancouver, Wirtschafts- und Kulturbüro - Mexiko: Mexiko-Stadt, Wirtschafts- und Kulturbüro - Vereinigte Staaten: Washington, D.C., Wirtschafts- und Kulturbüro - Vereinigte Staaten: Atlanta, Wirtschafts- und Kulturbüro - Vereinigte Staaten: Boston, Wirtschafts- und Kulturbüro - Vereinigte Staaten: Chicago, Wirtschafts- und Kulturbüro - Vereinigte Staaten: Denver, Wirtschafts- und Kulturbüro | - Vereinigte Staaten: Guam, Wirtschafts- und Kulturbüro - Vereinigte Staaten: Honolulu, Wirtschafts- und Kulturbüro - Vereinigte Staaten: Houston, Wirtschafts- und Kulturbüro - Vereinigte Staaten: Los Angeles, Wirtschafts- und Kulturbüro - Vereinigte Staaten: Miami, Wirtschafts- und Kulturbüro - Vereinigte Staaten: New York, Wirtschafts- und Kulturbüro - Vereinigte Staaten: San Francisco, Wirtschafts- und Kulturbüro - Vereinigte Staaten: Seattle, Wirtschafts- und Kulturbüro |

### Südamerika
| - Argentinien: Buenos Aires, Wirtschafts- und Kulturbüro - Brasilien: Brasília, Wirtschafts- und Kulturbüro - Brasilien: São Paulo, Wirtschafts- und Kulturbüro - Chile: Santiago de Chile, Wirtschafts- und Kulturbüro | - Ecuador: Quito, Handelsbüro - Kolumbien: Bogotá, Handelsbüro - Peru: Lima, Wirtschafts- und Kulturbüro |

### Vertretungen bei internationalen Organisationen
- Europäische Union: Brüssel, Vertretung
- WTO: Genf, Ständige Vertretung